# Richňava
Richňava je jedno z umělých jezer u Banské Štiavnice. Jezera (nebo tajchy) byly v minulosti vytvořeny jako zásobníky vody pro Richňavské jezera, dva velké tajchy patří k nejvýše položeným v okolí Banské Štiavnice. Velké a Malé Richňavské jezero jsou navzájem propojeny a odděluje je od sebe hráz.
Přístup – k jezerům se lze dostat pohodlně na kole, autem nebo autobusem.
Obě jezera byla postavena v osmnáctém století. Původně byla vlastně nádrž jen jedna, s mnohem větším objemem jímané vody. Avšak již po několika letech od vybudování se začaly objevovat problémy. Nebezpečné prosakování vody z tak velké nádrže vzbudilo oprávněné obavy z poškození, či snad protržení hráze. Doprava shromážděné vody k důlním dílům byla řešena systémem vodních štol a struh.
V letních měsících nabízí jezero možnost koupání a vodních sportů. Richňavské jezero je velmi dobře známé mezi potápěči, kteří zde pravidelně pořádají školení a kurzy potápění. Jezero slouží i jako rybářský revír. Jezero je červeně zbarvené pravděpodobně kvůli řase Tovellia sanguinea.